# 鱗皮扇菇
鱗皮扇菇（学名：Panellus stipticus），分布於世界各地，屬口蘑科一種，色通常為黃褐色。另外，該種野菇也是木棲腐生的小菇類，直接食用會引起中毒，不過磨成粉之後可外敷，為治療外傷出血之藥效。一个常见的和广泛分布的物种，它被发现在亚洲，大洋洲，欧洲和北美，它生长在落叶乔木的原木，树桩，和树干和，尤其是榉木，橡木，和桦木，在那里它们以群体或密集重叠群集生长。
鳞皮扇菇是属于生物发光的几十种真菌中的一个。来自北美洲东部的菌株通常是生物发光，但是，来自北美的太平洋沿岸地区和其他大洲的菌株都没有生物发光。

## 生物发光

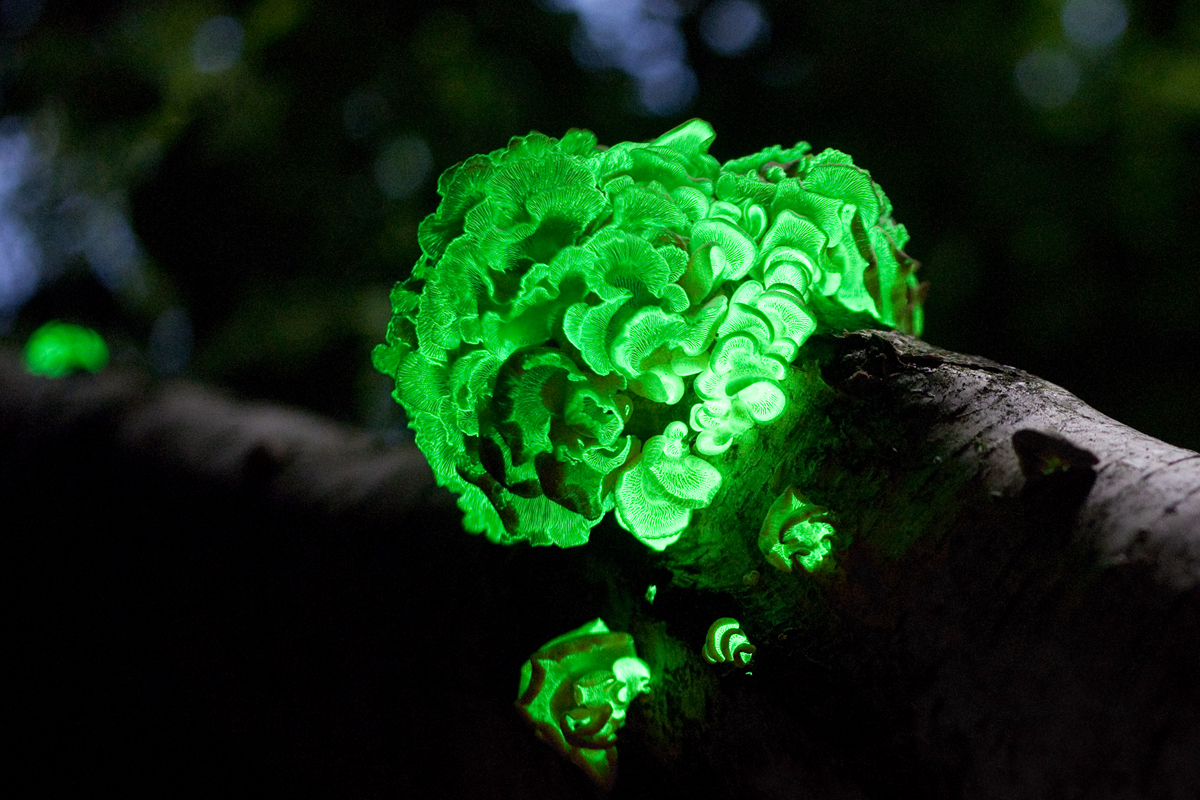
生物发光展示：相机被曝光 517秒捕捉到这么多的光。

生物发光是指某些生物环境中通过酶的作用，以产生光的能力。生物发光真菌很普遍，已知的真菌超过70种。